# Districte de Condòm
El districte de Condom és un dels tres districtes del departament francès del Gers a la regió d'Occitània. Està compost per 11 cantons i 159 municipis. El cap del districte és la sotsprefectura de Condom.

## Cantons
- cantó de Casaubon
- cantó de Condòm
- cantó d'Eusa
- cantó de Florença
- cantó de Leitora
- cantó de Mauvesin
- cantó de Miradors
- cantó de Montrejau deu Gèrs
- cantó de Nogarò
- cantó de Sent Clar
- cantó de Valença de Baïsa